# Postal 4: No Regerts
Postal 4: No Regerts é um jogo de tiro em primeira pessoa de 2022 desenvolvido pela Running with Scissors, que também foi responsável pelos dois primeiros jogos da série Postal, o jogo eletrônico Postal de 1997 e Postal 2 que foi lançado em 2003. Foi lançado em 14 de outubro de 2019, para Microsoft Windows em acesso antecipado na Steam, uma decisão que foi tomada para adquirir financiamento público para o projeto e envolver a comunidade Postal no processo de desenvolvimento do jogo. Running with Scissors descreveu o jogo como a "verdadeira sequência" de Postal 2, contrastando com a sequência malsucedida de Postal 2 de 2011, o Postal III, que foi fortemente criticado por jogadores e críticos, além de ser "renegado" pela Running with Scissors.
O jogo foi lançado como acesso antecipado no Steam em 2019, com a maioria de seus recursos planejados não implementados. Foi lançado em 20 de abril de 2022 com uma recepção amplamente negativa, com vários revisores criticando o desempenho do jogo, a jogabilidade ruim e o humor datado.

## Sinopse
Situado vários anos após os eventos da segunda expansão de Postal 2, Paradise Lost, o Postal Dude e seu pitbull terrier, Champ, emigram para a cidade fictícia de Edensin, Arizona. No caminho para lá, o carro do Dude é roubado, forçando-o a assumir vários empregos para sobreviver na cidade desconhecida, com o objetivo final de recuperar seu carro.
O Postal Dude é dublado por três dubladores: Jon St. John, do Duke Nukem, Corey Cruise do Postal III e Rick Hunter, o Postal Dude original. Os jogadores podem escolher o que quiserem e cada um tem sua própria skin de personagem ao iniciar o jogo.

## Jogabilidade
Postal 4 reutiliza muitos recursos de jogabilidade de seu antecessor, Postal 2. O jogo é centrado em diferentes "missões" que The Postal Dude deve completar todos os dias, que incluem ser um guarda prisional, um trabalhador de esgoto e um apanhador de animais na segunda-feira, uma variedade de tarefas para uma gangue de "South of the Borderland" na terça-feira, como contrabando de fronteira e marcação de território, trabalhando para o prefeito de Edensin na quarta-feira, trabalhando para a máfia local na quinta-feira, com tarefas que incluem testar protótipos para videogames e manipular uma eleição e trabalhando para o enigmático chefão que controla Edensin na sexta-feira, incluindo invadir um templo antigo, lidar com uma milícia mercenária no shopping local e fechar uma represa antes que um culto do fim do mundo possa usá-la para contaminar o abastecimento de água da cidade. Ele também retorna a série para uma perspectiva de primeira pessoa, que foi evitada por Postal III em favor da terceira pessoa. Os elementos de jogabilidade planejados incluem armas adicionais, "missões secundárias" opcionais, roupas diferentes para o Dude e multiplayer cooperativo.

## Recepção
De acordo com o agregador de críticas Metacritic, o Postal 4 recebeu críticas amplamente negativas. Várias publicações criticaram a jogabilidade pouco divertida do jogo, bugs frequentes e problemas de desempenho e piadas mal executadas e datadas. O revisor da GameSpot, Richard Wakeling, chamou de "uma experiência genuinamente horrível que deve ser evitada a todo custo".
A história e a escrita foram amplamente criticadas por publicações de jogos. O crítico do Hardcore Gamer, Chris Shive, afirmou que o jogo "age muito seguro" com humor que se assemelha a "uma paródia do que era polêmico em 2003", mas no final das contas ainda é agradável para a base de fãs da série. Por outro lado, IGN e Wakeling descreveram as piadas do jogo como mal escritas e dependentes apenas do valor do choque. O crítico Travis Northrup afirmou que sentiu que, ao contrário de mídias como South Park e Grand Theft Auto V, o humor provocativo não foi apoiado por uma escrita inteligente, levando a um jogo que ele descreveu como tendo a "sutileza e nuances de um macaco enfurecido jogando seu esterco".
A jogabilidade também foi fortemente criticada por vários revisores. Wakeling se referiu a IA dos inimigos do jogo como "burros e completamente quebrados às vezes", e sua jogabilidade geral como uma "tarefa monótona". A IGN afiram que as armas são "terríveis de disparar" e observou que "não há razão para pensar durante o combate", já que o jogador reaparece imediatamente de onde parou depois de morrer. Chris Jarrard criticou o comportamento dos NPCs do jogo em sua análise para Shacknews, dizendo que eles "apenas vagam pela cidade sem nenhum propósito ou destino". Hardcore Gamer foi mais positivo, descrevendo as mecânicas como "janky" e "medíocre".
Uma grande parte dos revisores frequentemente experimentava erros e desempenho ruim durante o jogo, às vezes impedindo seu progresso. Jarrard afirmou que "experienciou várias falhas graves" e descreveu o jogo como uma "festa de gagueira". Northrup afirmou que durante sua experiência "as pessoas passam pelos cenários e os objetivos importantes desaparecem até que eu recarregue meu arquivo salvo", e Wakeling citou o jogo como "preenchido com problemas técnicos" a ponto de ser incapaz de concluir um final disponível, com muitos bugs restantes do período de acesso antecipado do jogo.